# 헨닝 베르그
헨닝 스틸레 베르그(Henning Stille Berg, 1969년 9월 1일 ~)는 노르웨이의 전 축구 선수로, 선수 시절 포지션은 중앙 수비수 및 라이트백이었다. 헨닝 베르그는 잉글랜드 프리미어리그 역사상 처음으로 두 개의 다른 클럽 (블랙번 로버스 FC, 맨체스터 유나이티드 FC)에서 프리미어리그 우승 타이틀을 획득한 선수로, 이 기록은 2010년에 애슐리 콜, 니콜라 아넬카도 달성하였다.
1992년부터 2004년까지 노르웨이 축구 국가대표팀에서 100경기에 출장해 9골을 넣었으며, 1994년 FIFA 월드컵, 1998년 FIFA 월드컵, UEFA 유로 2000 대표로 활약하였다.

## 같이 보기
- A매치 100경기 이상 출전한 축구 선수 명단